# ファンタスティック・プラネット
『ファンタスティック・プラネット』（英: Fantastic Planet、原題 仏: La Planète sauvage、「野性の惑星」の意）は、ルネ・ラルー監督による1973年のアニメ映画。脚本はラルーとローラン・トポールが手がけ、原画はトポールが担当した。動画はプラハのイジー・トルンカ・スタジオが制作した。フランス・チェコスロヴァキア合作。
1973年のカンヌ国際映画祭で審査員特別グランプリを受賞し、2019年には『ローリング・ストーン』誌によって史上36番目に偉大なアニメーション映画とされた。
原作はステファン・ウルのSF小説『Oms en série』（直訳：オム族がいっぱい）。

## ストーリー
宇宙のどこかにある惑星イガム。ここでは巨大な人類・ドラーグ族が文明社会を支配し、小さな人類・オム族は原始的な生活を強いられ、ある者は虫ケラのように扱われ、ある者はペットのように飼育されていた。ドラーグ族の議会では、オム族の知性に脅威を感じており、オム族絶滅を主張する強硬派とオム族との共存を図る穏健派が対立していた。
ある日、オム族の母子がドラーグ族の悪ガキのイタズラの対象になり、母親は死んだ。残されて泣いていた男の赤ん坊は、通りかかったドラーグ族の少女・ティバに拾われた。ティバの父親・シンは地域を統治する県知事で、穏健派の代表であり、ペットにしたいという娘の希望に理解を示した。赤ん坊は「テール（仏: Terr 「ものすごい」の意）」と名づけられて育てられ、言葉を覚える。
ドラーグ族の教育は、「学習器」と呼ばれるヘッドフォンのような道具を用いて、情報を脳に直接送ることで行われていた。ティバは学習の時、いつも手の上にテールを乗せていたので、テールは一緒に知識を習得し始めた。ドラーグ族の1週間はオム族の1年に相当するため、テールはティバより早く、惑星イガムの地理や文化を吸収することとなった。それによれば、イガムの近くには「野性の惑星（プラネテ・ソバージュ La Planète sauvage）」と呼ばれる未開の惑星があり、また、ドラーグ族の大人が生存していくためには、生命エネルギーを吸収するための「瞑想」が不可欠であるのだった。体が成長し、学習の結果、ペットとしての立場に疑問を抱くに至ったテールは、「学習器」をかついでシン知事の邸宅から逃げ出した。
野生のオム族の女性と出会ったテールは、ドラーグ族の公園の大きな木の中にある、彼女たちの隠れ集落へ案内される。集落の族長は、ドラーグ族の知識を持つテールを仲間として受け入れようとするが、それに反対する「魔術師」の主張によって、決闘裁判が行われる。テールは勝利し、集落の一員となった。テールの知識が、食料確保や動物撃退の方法を大きく進化させた。
その頃ドラーグ族の議会では、オム族絶滅計画が決議された。毒ガスを使った大規模な駆除が行われ、多くのオム族が殺されるが、テールたちの集落が反撃に出て、ひとりのドラーグ族を殺害する。こうしてテールたちの集落は生き延び、これまで対立していた近隣の集落が合同して、ドラーグ族がロケットを捨てている「墓場」に、新たな隠れ都市を建設した。同胞を殺されたドラーグ族強硬派の怒りは凄まじく、オム族の駆除はより徹底的になっていった。しかし「墓場」はロケットの残骸を始めとするドラーグ族の機械や「学習器」の宝庫であったため、都市は、ドラーグ族時間で3季（オム族時間で15年）を経て、ドラーグ族に劣らない高い科学技術を有するに至った。やがて、都市の住民は、おそらく未開と思われる「野性の惑星」への移住を目標に、「学習器」による学習とロケットの開発を急いだ。
やがて、オム族の隠れ都市はドラーグ族の偵察機械に発見され、自動駆除装置の襲撃を受ける。テールたちはロケットでの脱出に成功し、「野性の惑星」に到達した。そこは、男女一対の首のない巨大な像が無数にあるだけの荒野だった。像の首の上に、瞑想したドラーグ族の「意識」が頭部のようにくっつき、男女の巨大な像は踊りを始めた。これこそがドラーグ族にとっての生命維持活動であり、生殖でもあった。ロケットからビームを発射して像を破壊すると、惑星イガムにいるドラーグ族本体が次々と死ぬのだった。
ドラーグ族の議会は紛糾状態となる。シン知事が「このままでは2つの種族はお互いを破壊しつくし、全滅する。和平を結び、ドラーグ族とオム族が共存する方法を見つけよう」と提案し、戦いは終わる。
こうしてオム族はドラーグ族が用意した新しい人工衛星に移住することになった。その星は「テール（La Terre 地球）」と名づけられた。

## 登場する種族

### オム族
原語の「オムス（Oms）」は「オム（仏: hommes、人間）」から来ていると思われる。地球人に良く似た容姿で、ほとんどは原始的な生活を営む。大人でも、ドラーグ族の子供の手のひらの中に収まるほどの身長。ごく一部のオム族はドラーグ族のペットとして飼われ、「高等人種」として扱われているが、大多数の「原始人種」は虫ケラのように扱われ、害虫駆除の感覚で定期的に大量虐殺される。当初は科学を否定して呪術を優先する文化があり、「原始人種」の集落間での対立もあったが、テールの登場によって社会が大きく変化する。

### ドラーグ族
オム族の10倍以上の身長があり、青い皮膚、魚のヒレのような耳、大きな丸い真っ赤な目を持ち、高度な科学文明社会を築いているが、オム族駆除の方法はそれらに反比例してかなり原始的な方法であり、技術的、精神的な発展の高水準さと、皮肉に対比されている。オム族より遥かに長生きで、オム族から見て成長や老化が遅く見える。食事らしき行為を行わず、装置で発生させた緑色の雲のようなものを少しだけ吸い込んで済ませている。1日のうちの多くの時間を「瞑想」にふけることに費やしている。瞑想や休息の際、体の形を自由に変えることができる。

## 声優
| 登場人物              | 声優（フランス語版）     |
| ティバ                | ジェニファー・ドレイク   |
| テール（幼少期）      | エリク・ボージャン       |
| シン知事              | ジャン・トパール         |
| テール / ナレーター   | ジャン・ヴァルモン       |
| オム族の男            | イヴ・バルサク           |
| ドラーグ族の知事の1人 | ジェラルド・ヘルナンデス |
| ドラーグ族の子供      | マーク・レッサー         |

## サウンドトラック
アラン・ゴラゲールが音楽を担当した。オールミュージックのレビューで、フランソワ・クチュールは次のように述べている。
メインテーマはピンク・フロイドの「原子心母組曲」を彷彿とさせる（同じハーフタイム・テンポ、メロトロン、ハープシコード、ワウワウ・ギター）。音楽は非常に1970年代的で、フランスやイタリアの1970年代サウンドトラック・スタイルのファンにアピールするだろう。反復的ではあるが、アルバム自体は、サイケデリア、ジャズ、ファンクを融合させ、SF的なムードを醸し出している。
このサウンドトラックは、1970年代半ばにフランスでオリジナル盤としてプレスされた。これらのオリジナル・プレスは、サウンドトラックの限定リリースということもあり、二次市場では高値で取引されている。2000年、DCレコーディングスがサントラをCDでリリースし、その後、LPで再発された。

## その他
- 奇妙な巨大生物の描写など、宮崎駿の漫画・アニメ『風の谷のナウシカ』に影響を与えたと指摘されている[6]。

当人は、本作を鑑賞した際「ヒエロニムス・ボッシュの絵みたいな」「美しくもおぞましい」キリスト教ベースの美術に辟易しつつも「面白い」と思い、翻って風土を念頭におかない作品を描く通俗的な日本のアニメの現状を、「美術が不在」という表現で反省している。
- 制作の作画やストーリーは最初の頃はローラン・トポール（フランス語版、英語版）がアイデアを出していたが、途中「母にやめろと言われた」という理由で制作を投げ出した。これに監督のルネ・ラルーは激怒したという。[要出典]
- 『ハリウッド・リポーター』選出の「大人向けアニメ映画ベスト10」において10位にランクインしている[8]。
- 日本のヒップホップアーティストであるTABOO1及び志人の楽曲『禁断の惑星』のPVにて本作が使用されている。